# Ибрагимов, Гаджи Ага Халил оглы
Гаджи Ага Халил оглы Ибрагимов (азерб. Hacıağa Xəlil oğlu İbrahimov; 22 марта 1923, Губа, Губинский район, Азербайджанская ССР, ЗСФСР, СССР — 27 мая 1992, Баку, Республика Азербайджан) — советский азербайджанский хозяйственный, государственный и партийный деятель.

## Биография
Родился в 1923 году в Баку. Член ВКП(б) с 1948 года.
Участник Великой Отечественной войны. С 1946 года — на хозяйственной, общественной и политической работе. В 1946—1981 гг. — секретарь комитета ЛКСМ Бакинской мореходной школы, ремесленного училища, инструктор ЦК, 1-й секретарь районного комитета ЛКСМ Азербайджана, 1-й секретарь Бакинского городского комитета ЛКСМ Азербайджана, заведующий Отделом городского комитета КП(б) Азербайджана, ответственный организатор, заместитель заведующего Отделом ЦК КП Азербайджана, 1-й секретарь Нахичеванского областного комитета КП Азербайджана (1961—1970), секретарь ЦК КП Азербайджана (1970—1981).
Избирался депутатом Верховного Совета СССР 6-го и 7-го созывов.
Умер в мае 1992 года.

## Награды
- орден Ленина (1976)
- орден Октябрьской Революции (27.08.1971)[1]
- орден Отечественной войны II степени (11.03.1985)
- орден Трудового Красного Знамени (24.12.1973; 23.02.1981)
- медали